# NGC 3976
NGC 3976 ist eine Balken-Spiralgalaxie mit aktivem Galaxienkern vom Hubble-Typ SBb im Sternbild Jungfrau an der Ekliptik. Sie ist schätzungsweise 108 Millionen Lichtjahre von der Milchstraße entfernt und hat einen Durchmesser von etwa 125.000 Lj.
Im selben Himmelsareal befinden sich u. a. die Galaxien NGC 3976A und IC 748.
Das Objekt wurde am 13. April 1784 von dem deutsch-britischen Astronomen Wilhelm Herschel entdeckt.